# Літературний центр
Літературний центр або LitHub  —      LitHub — щоденний літературний вебсайт, заснований 2015 року  Морганом Ентрекіним (президент і видавець Grove Atlantic), Террі Макдонеллом (редактор Зали слави Американського товариства редакторів журналів) та Енді Хантером (засновник Electric Literature).

## Зміст
Зосереджуючись на художній та документальній літературі, Literary Hub публікує особисті та критичні есеї, інтерв'ю та уривки з книг від понад 100 партнерів,  включаючи незалежні видавництва (New Directions Publishing, Graywolf Pres), великі видавництва  (Simon & Schuster, Alfred A. Knop), книгарні  (Book People, Politics and Pros), некомерційні організації  PEN Americ) та літературні журнали  (The Paris Review, n+1). Місія Literary Hub — бути «сайтом, на який читачі можуть покластися, щоб отримати розумні, захопливі та цікаві статті про все, що пов’язано з книгами» . Вебсайт був представлений у The Washington Post,  The Guardian,  та Poets &amp; Writer .
2019 року Literary Hub запустив блог The Hub і LitHub Radio, мережу книжкових подкастів, що включає як відомі, так і нові шоу . Вони також ведуть CrimeReads, веб-сайт про кримінальну, містичну та трилерну літературу.

22 жовтня 2019 року Literary Hub у партнерстві з The Podglomerate запустив Storybound, подкаст, створений та ведений Джудом Брюером, що досліджує вплив історій на різні аспекти життя, від сім'ї та дружби до стосунків та історії.